# ماريك بير
ماريك بير (24 مايو 1988 في التشيك - ) هو لاعب كرة طائرة التشيك في مركز وسط ‏. لعب مع VK Dukla Liberec ‏ وHypo Tirol Alpenvolleys Haching ‏ وHypo Tirol Innsbruck ‏.

## وصلات خارجية
- ماريك بير على موقع الاتحاد الأوروبي (الإنجليزية)
- ماريك بير على موقع عالم الكرة الطائرة (الإنجليزية)
- ماريك بير على موقع الدوري الألماني للكرة الطائرة (الألمانية)